# 宮浜温泉
宮浜温泉（みやはまおんせん）は、広島県廿日市市（旧国安芸国）にある温泉。

## 泉質
- 単純弱放射能低温泉[1]

ラドンを多量に含む。
利用されている源泉は宮浜温泉2号井で湧出量230L/分である。

## 温泉街

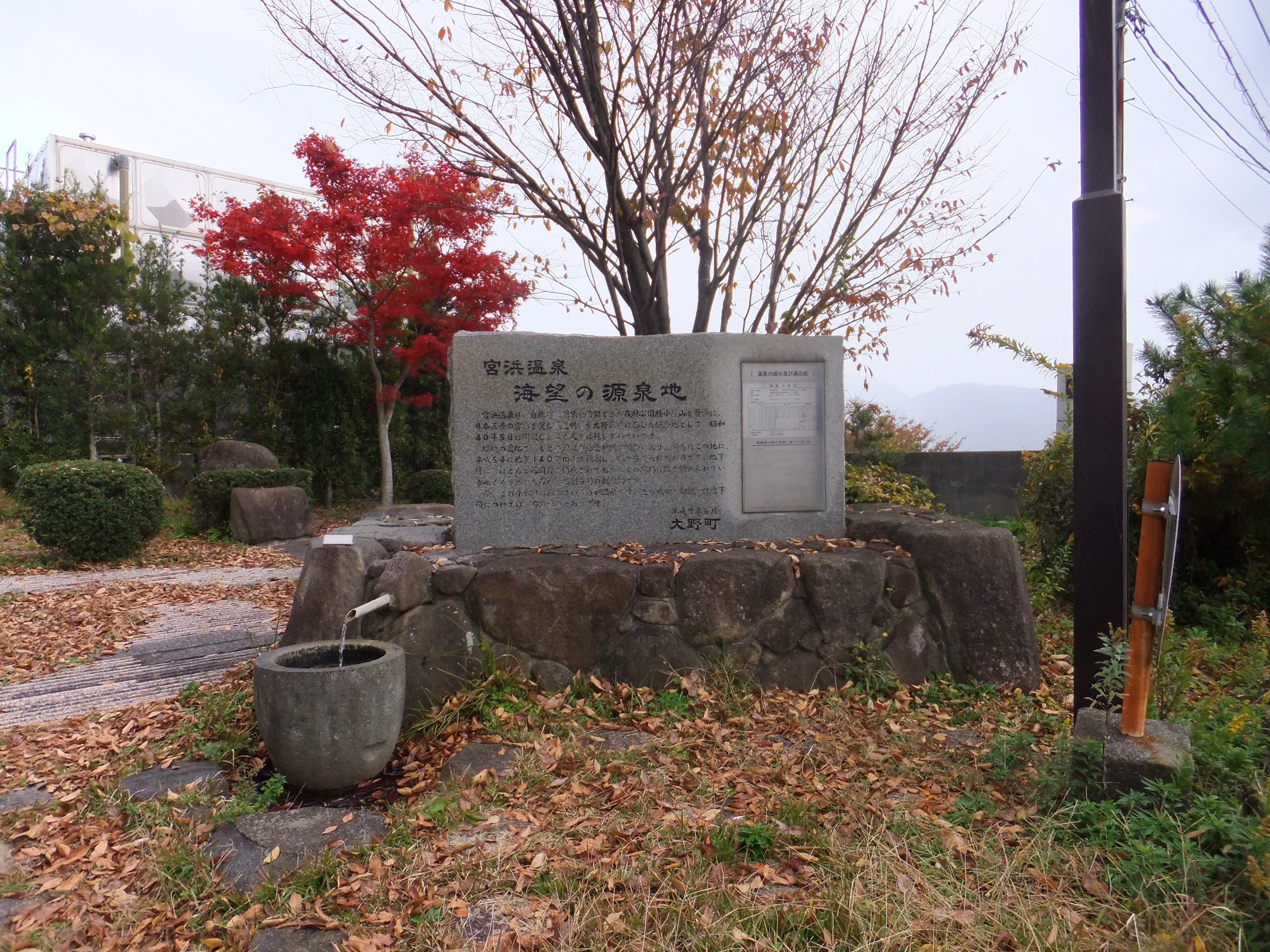
源泉

瀬戸内海の沿岸に旅館が立地し、日本三景で知られる宮島を望む。カキやアナゴ、アサリなどが名物となっている。
源泉はホテルや旅館のほか、ペンションやデイサービスセンターなどにも利用されている。

## 歴史
1964年（昭和39年）の開湯で、宮島を望む浜辺にあることから「宮浜」と名付けられた。以後は宮島観光の拠点、または広島の奥座敷として発展。

## アクセス
- 鉄道：山陽本線（JR西日本）大野浦駅からバスで約5分。
- 車：山陽自動車道（広島岩国道路）大野ICから約10分。